# Луїс Хендрік Потгітер
Луїс Гендрік Потгітер (нім. Louis Hendrik Potgieter; 4 квітня 1951, Преторія, ПАС — 12 листопада 1994, Порт-Елізабет, ПАР) — німецький та південноафриканський співак і танцюрист, учасник і соліст німецької поп-групи «Чингіз хан» (нім. Dschinghis Khan).

## Біографія
Луїс Гендрік Потгітер народився в Преторії. Його батько, який працював у будівельній фірмі, мав голландське походження, мати — французьке. Крім Луїса, у його батьків був ще один син і три дочки.
Луїс рано продемонстрував здатності до танцю. Під час навчання у вищій школі майже весь свій час він присвячував хореографічним заняттям. Балетний керівник Йоганнесбурзького театру, який помітив талант Потгітера, протягом трьох місяців влаштовував для нього проби. У цей період той приділяв заняттям по 4-7 годин щодня. Крім того, Луїс протягом двох років паралельно вивчав художню графіку.
Спочатку Потгітер танцював у групі, але згодом став сольним танцюристом. Завдяки своєму другові, який жив у ФРН, в Ульмі, Луїс залишив Південну Африку та відправився в Ульм, де всі наступні шість років працював у міських театрах.
Під час гастролей в Мюнхені Луїса Потгітера запримітив Ральф Зігель, завдяки знайомому хореографу. Зігель хотів створити поп-групу для участі в майбутньому Євробаченні-1979 і як раз шукав відповідного танцюриста для колективу. Тонко відчуваючи сучасну поп-музику, Потгітер охоче погодився на запрошення Зігеля стати сценічним втіленням Чингісхана. За підсумками Євробачення-1979, яке відбулося в Ізраїлі, група, що отримала назву «Чингіз Хан» (нім. Dschinghis Khan), мала відносний успіх, посівши четверте місце і завоювавши велику популярність в Німеччині.
Протягом п'яти років Потгітер незмінно виступав у складі групи в образі Чингісхана. Незабаром після того, як у 1984 році «Dschinghis Khan» розпалася через фінансові проблеми, він повернувся на батьківщину в ПАР, де зайнявся менеджментом (управляв готелем). 12 листопада 1994 року колишній фронтмен гурту помер від СНІДу.